# Тита (Перуђа)
Тита је насеље у Италији у округу Перуђа, региону Умбрија.
Према процени из 2011. у насељу је живело 258 становника. Насеље се налази на надморској висини од 308 м.